# Kamen Rider Build
 (novembre 2020).
Kamen Rider Build (仮面ライダービルド, Kamen Raidā Birudo) est une série télévisée japonaise de type Tokusatsu. Elle est la vingt-huitième série de la franchise Kamen Rider et la dix-neuvième de l'ère Heisei.

## Résumé
Il y a dix ans, un mystérieux artefact se nommant « Pandora Box » a été trouvé sur la planète Mars avant d'être ramené sur Terre. Toutefois, lors d'une conférence pour présenter sa découverte, la Pandora Box fut activée et un mur tomba du ciel pour diviser le Japon en trois régions : Seito à l'ouest, Hokuto au nord, et Touto à l'est.
De nos jours, un physicien très intelligent, Sento Kiryu, est engagé par un institut de physique financé par le gouvernement de Touto pour percer les secrets de la Pandora Box. Mais Sento se révèle ne plus avoir de souvenirs de son passé, hormis du temps où il fut prisonnier par un mystérieux Night Rogue appartenant à l'organisation Faust, est également Kamen Rider Build, un héros voué à combattre les monstres Smash, résultats des expérimentations de ce même Faust.
Il va être entouré de Misora Isurugi, qui peut purifier les Full Bottles; Soichi Isurugi, le père de Misora et propriétaire d'un café; et d'un fugitif du nom de Ryuga Banjo, qui lui aussi fut retenu prisonnier par Faust avant de s'être échappé et d'être accusé d'un meurtre qu'il n'a pas commis.
Sento et Ryuga luttent contre Faust tout en cherchant la vérité sur leurs propres passés et la Pandora Box tout en étant mêlés à un conflit politique entre les trois régions du Japon.

## Personnages
- Sento Kiryū (桐生 戦兎, Kiryū Sento?)
- Ryūga Banjō (万丈 龍我, Banjō Ryūga?)

## Kamen Riders

### Kamen Rider Build
Le mot build signifie construire en anglais. Pour se transformer en Kamen Rider Build, l'utilisateur insère 2 Fullbottles (フルボトル, Furubotoru) différentes dans le Build Driver (ビルドドライバー, Birudo Doraibā) et tourner la manivelle de la ceinture. Il a la possibilité d’inter-changer une ou plusieurs Fullbottles et changer de formes pour échanger ses capacités de combat. Il peut accéder à des formes spécifiques plus puissantes appelées Best Match (ベストマッチ, Besuto Matchi) en insérant deux Fullbottles spécifiques ensemble. Son attaque finale s'appelle Vortex Finish (ボルテックフィニッシュ, Borutekku Finisshu).

#### Best Matches
- RabbitTank (Rabbit signifie lapin et tank char d'assaut) est la première forme de Build et le premier Best Match accessible avec la Rabbit Fullbottle et la Tank Fullbottle. La forme est également connu sous le nom de Saut de lune d'acier (鋼のムーンサルト, Hagane no Mūnsaruto?). RabbitTank est agile comme un lapin et puissant comme un char d'assaut. Sous cette forme, Build est composé des Rabbit Foot Shoes (ラビットフットシューズ, Rabitto Futto Shūzu?) sur sa jambe gauche, qui ressemble à un ressort et lui permet d'effectuer des sauts surhumains et les Tank Roller Shoes (タンクローラーシューズ, Tanku Rōrā Shūzu?) sur sa jambe droite qui ressemblent à des bandes de roulement lui augmente  la puissance dans ses pieds.  Son arme est le Drill Crusher, une épée. La Rabbit Fullbottle et la Tank Fullbottle sont particulièrement synergiques et compatibles avec divers mécanismes. De ce fait, RabbitTank est donc la base de plusieurs formes évoluées que Build va créer et utiliser.
- GorillaMond (Gorilla signifie gorille en français et Mond vient de diamond qui signifie diamant.) est le second Best Match de Build accessible avec la Gorilla Fullbottle et la Diamond Fullbottle. Cette forme est également connu comme le Destructeur Étincelant (輝きのデストロヤー, Kagayaki no Desutoroyā?). GorillaMond est fort comme un gorille et résistant comme le diamant.
- HawkGatling (Hawk signifie faucon en français et Gatling vient de la mitrailleuse Gatling) est le troisième Best Match de Build accessible avec la Taka Fullbottle et la Gatling Fullbottle. Cette forme est également connue comme le Déchaînement des cieux  (天空の暴れん坊, Tenkū no Abarenbō?). HawkGatling peut voler et voir comme un faucon et attaquer violemment comme une mitrailleuse. Comme il est armé d'ailes mécaniques appelées  Solstall Wings (ソレスタルウィング, Soresutaru Wingu?) et d'un pistolet automatique Hawk Gatlinger (ホークガトリンガー, Hōku Gatoringā?), il est utilisé par Build pour les combats aériens.
- NinninComic (Ninnin fait référence aux ninjas) est le quatrième Best Match de Build accessible avec la Ninjya Fullbottle et la Comic Fullbottle. Cette forme est surnommée également l'Artiste furtif (忍びのエンターテイナー, Shinobi no Entāteinā?). NinninComic est inspiré de l'image fantasmagorique du ninja, tel qu'on le représente de nos jours dans la culture populaire (et donc dans les bandes dessinées). Son arme est le 4Koma Ninpoutou (4コマ忍法刀, Yon Koma Ninpōtō?), un katana en forme de yonkoma.
- RocketPanda (Rocket signifie fusée en français) est le cinquième Best Match de Build accessible avec la Panda Fullbottle et la Rocket Fullbottle. Cette forme est également appelée le Monotone volant (ぶっ飛びモノトーン, Buttobi Monotōn?). RocketPanda a la patte griffue de panda à la main droite appelée Giant Scratcher (ジャイアントスクラッチャー, Jaianto Sukuratchā?) et un missile appelé Space Ride Arm (スペースライドアーム, Supēsu Raido Āmu?) à la main gauche.
- FireHedgehog (Fire vient de firetruck qui signifie camion de pompier et hedgehog signifie hérisson) est le sixième Best Match de Build accessible avec la Harinezumi Fullbottle et la Shoubousha Fullbottle. Cette forme est également appelée le Sauvetage épineux (レスキュー剣山, Resukyū Kenzan?), montrant son aspect protecteur. FireHedgehog est épineux et hérissé comme un hérisson. FireHedgehog a comme arme une arme pointu en forme de poing appelée Spine Knuckle (スパインナックル, Supain Nakkuru?) à la main droite et un tuyau capable de lancer de l'eau et de produire du feu avec des liquides inflammables appelé Multi Deluge Gun (マルチデリュージガン, Maruchi Deryūji Gan?) à la main gauche.
- LionCleaner (Cleaner vient de vacuum cleaner qui signifie aspirateur en français) est le septième Best Match de Build accessible avec la Lion Fullbottle et la Soujiki Fullbottle. Cette forme est également appelée la Crinière Cyclone (鬣サイクロン, Tategami Saikuron?). LionCleaner est la combinaison de la férocité du lion et la puissance d'un aspirateur. LionCleaner a comme armes un gantelet en forme de tête de lion appelé Gold Lio Gauntlet (ゴルドライオガントレット, Gorudo Raio Gantoretto?) à la main droite qui permet à Build de tirer des rafales d'énergie jaune ou de frapper les ennemis avec une forte attaque physique ainsi qu'un aspirateur appelé Long Range Cleaner (ロングレンジクリーナー, Rongu Renji Kurīnā?) à la main gauche qui aspire les choses avec des vents à grande vitesse.
- KeyDragon (Key signifie clé en français) est le huitième Best Match de Build accessible avec la Dragon Fullbottle et la Lock Fullbottle. Cette forme est également appelée l'étoile merveilleuse scellée (封印のファンタジースター, Fūin no Fantajī Sutā?). KeyDragon scelle la puissance du dragon avec la clé. Sous cette forme, Build peut faire de puissants coups de poing et des égratignures avec sa main droite augmentée de flammes bleues. Comme la puissance de la Dragon Fullbottle est très forte et que la Lock Fullbottle ne peut donc pas la stabiliser très longtemps, Build peut être forcé de quitter sa transformation et peut se blesser. KeyDragon a comme armes  Bind Master Key (バインドマスターキー, Baindo Masutā Kī?) à la main gauche qui peut être utilisé comme une arme à feu en raison de son poids ainsi que le Beat Closer, une épée musicale.
- Kaizoku'Ressya (Kaizoku signifie pirate en français et Ressya vient de ressha qui signifie train) est le neuvième Best Match de Build accessible avec la Kaizoku Fullbottle et la Densya Fullbottle. Cette forme est également connue comme le rebelle ponctuel (定刻の反逆者, Teikoku no Hangyakusha?). Étant basé sur un train, KaizokuRessya est le Best Match le plus rapide de Build grâce au Train Gauntlet (トレインガントレット, Torein Gantoretto?) à sa main droite. Son arme est Kaizoku Hassyar (カイゾクハッシャー, Kaizoku Hasshā?), une arbalète en forme de train.
- OctopusLight (Octopus signifie poulpe en français et light lumière) est le neuvième Best Match de Build accessible avec l'Octopus Fullbottle et la Light Fullbottle. Cette forme est également connue comme le Technicien foudroyant (稲妻テクニシャン, Inazuma Tekunishan?). OctopusLight donne à Build le Twist Lash Arm (ツイストラッシュアーム, Tsuisuto Rasshu Āmu?) à son bras droit qui est un groupement de tentacules de poulpe ainsi que le Shade Breaker (シェードブレイカーム, Shēdo Bureikā?) ressemblant à un fusible et le  BLD Light Bulb Shoulder (BLDライトバルブショルダー, BLD Raito Barubu Shorudā?) en forme d'ampoule à son bras gauche. En usant du Twist Lash Arm, Build peut jeter de l'encre et créer des bulles d'encre pour emprisonner ses adversaires. En usant du ShadeBreaker et du BLD Light Bulb Shoulder ensemble, Build peut créer une lumière aveuglante afin de déstabiliser ses adversaires.
- PhoenixRobo est le neuvième Best Match de Build accessible avec la Phoenix Fullbottle et la Robo Fullbottle. Cette forme est également connue comme l'Arme immortelle (不死身の兵器, Fujimi no Heiki?). C'est le premier Best Match d'Hokuto. PhoenixRobo combine l’immortalité du phœnix et la précision et le corps inorganique du robot. PhoenixRobo a à sa partie droite comme armes le gantelet Flame Reviver (フレイムリヴァイバー, Fureimu Rivaibā?) à sa main droite qet les Empirial Wings (エンパイリアルウィング, Enpairiaru Wingu?) alors qu'à sa partie gauche il dispose de la main mécanique Demolition One (デモリションワン, Demorishon Wan?) et de l'épaule BLD Arsenal Shoulder (BLDアーセナルショルダー, Birudo Āsenaru Shorudā?) à son bras gauche. Le gantelet Flame Reviver permet à Build de produire du feu alors que la main Demolition One sert à broyer les choses; les Empirial WIngs permettent à Build de voler et le BLD Arsenal Shoulder permet à Build des objets démantelés en armée d'automates.
- SmaphoWolf (Smapho est l'abrévation de smartphone et wolf signifie loup en français) est le dixième Best Match de Build accessible avec la Wolf Fullbottle et la Smapho Fullbottle. Cette forme est également connue comme le loup solitaire connecté (繋がる一匹狼, Tsunagaru Ippiki Ōkami?). C'est le deuxième Best Match d'Hokuto. SmaphoWolf a comme arme offensive le Wolfatal Claw (ウルフェイタルクロー, Urufeitaru Kurō?), une sorte de patte de loup à sa main droite et comme arme défensive une sorte de bouclier smartphone à son bras gauche le Build Pad Shield (ビルドパッドシールド, Birudo Paddo Shīrudo?) qui peut améliorer sa défense ou ses attaques en utilisant les applications mobiles.
- RoseCopter (Copter vient d'helicopter qui signifie hélicoptère en français) est le onzième Best Match de Build accessible avec la Rose Fullbottle et la Helicopter Fullbottle. Cette forme est également connue comme la soufflante de la passion (情熱の扇風機, 情熱の扇風機, Jōnetsu no Senpūki?). C'est le troisième Best Match d'Hokuto. RoseCopter a comme armes le Ibalash Arm (イバラッシュアーム, Ibarasshu Āmu?) à son bras droit pour contrôler les vignes et les épines et une hélice d'hélicoptère appelée Batrotor Blade (バトローターブレード, Batorōtā Burēdo?) à son bras gauche pour s'envoler.
- ToraUFO (Tora signifie tigre en français et UFO OVNI) est le douzième Best Match de Build accessible avec la Tora Fullbottle et la UFO Fullbottle. Cette forme est aussi connue comme le Chasseur de la jungle non identifié (未確認ジャングルハンター, Mikakunin Janguru Hantā?). C'est la premier Best Match de Seito. ToraUFO a comme armes le BLD Tora Fight Glove (BLDトラファイトグローブ, Bī Eru Dī Tora Faito Gurōbu?), une patte griffue de tigre à son bras droit et la BLD Portal Ship Shoulder (BLDポータルシップショルダー, BLD Pōtaru Shippu Shorudā?), une épaulière en forme d'OVNI qui contient des dispositifs capables de téléporter des ennemis qui ont été réduits. Sous cette forme, Build a ses pieds les Inbay Dodge Shoes (インベイダッジシューズ, Inbei Dajji Shūzu?) , qui peut générer un OVNI rose et énergétique en dessous de lui pour s'envoler et les Jungle Foot Shoes (ジャングルフットシューズ, Janguru Futto Shūzu?), qui lui augmentent son agilité et sa vitesse.
- KujiraJet (Kujira signifie baleine en français et Jet vient de jet plane qui signifie avion de chasse) est le treizième Best Match de Build accessible avec la Kujira Fullbottle et la Jet Fullbottle. Cette forme est aussi connue comme la Grosse Vague planant dans les cieux (天駆けるビッグウェーブ, Amakakeru Biggu Wēbu?). C'est le deuxième Best Match de Seito.
- KirinCyclone (Kirin signifie girafe en français et Cyclone fait référence au ventilateur) est le quatorzième Best Match de Build accessible avec la Kirin Fullbottle et la Senpuki (扇風機, Senpūki?, Ventilateur) Fullbottle. Cette forme est aussi connue comme l'Imposant Invocateur de tempêtes (嵐を叫ぶ巨塔, Arashi o Yobu Kyotō?). C'est le troisième Best Match de Seito.
- TurtleWatch (Turle signifie tortue et watch, montre) est le quinzième  Best Match de Build accessible avec la Turtle Fullbottle et la Watch Fullbottle. Cette forme est aussi connue comme l'Armure traversant le temps (時を駆ける甲冑, Toki o Kakeru Katchū?). C'est le quatrième Best Match d'Hokuto.
- KumaTelevi (Kuma signifie ours et Televi fait référence au Televi-Kun et à la télévision) est le premier Best Match de Build à être exclusif à un Hyper Battle accessible avec la Kuma Fullbottle et la Televi Fullbottle. Cette forme est aussi connue comme le Miel en haute définition (はちみつハイビジョン, Hachimitsu Hai Bijon?). Dans cette forme, Build est armé d'une griffe géante qui lui permet de générer du miel et obtient de l'aide d'une intelligence artificielle féminine, Televi-san, qui sert d'animatrice de télévision dans KumaTelevi.
- SameBike (Same signifie requin et bike moto) est le second Best Match de Build à être exclusif à un Hyper Battle accessible avec la Same Fullbottle et la Bike Fullbottle. Cette forme est aussi connue comme le Chasseur solitaire rapide (独走ハンター, Dokusō Hantā?). Sous cette forme, Build gagne la capacité d'écholocation des requins et peut lancer des projections énergétiques du Machine Builder.
- Kamen Rider Ex-Aid est un Best Match accessible avec la Doctor Fullbottle et la Game Fullbottle. Il transforme Build en Kamen Rider Ex-Aid Action Gamer Level 2 et l'arme du Gashacon Breaker. Cette Forme apparaît exclusivement dans le film Kamen Rider Heisei Generations FINAL: Build & Ex-Aid with Legend Riders.
- RabbitDragon est un Ultime Best Match de Build accessible avec la Gold Rabbit Fullbottle et la Silver Dragon Fullbottle. Il est également plus puissant que tous les autres Best Matches et que les autres formes évoluées de Build.

#### Formes évoluées
- RabbitTank Sparkling est la première forme évoluée de Build qui est accessible avec la RabbitTank Sparking Fullbottle (une Fullbottle en forme de canette de soda prenant la place de deux Fullbottles). Elle est aussi connue comme l'Explosion Pétillante (シュワッと弾ける, Shuwatto Hajikeru?). En plus d'être une forme améliorée de RabbitTank, Sparkling combine la puissance des Best Matchs de Touto. Il peut donc utiliser toutes les armes de ces formes sans restriction. RabbitTank Sparkling ressemble à une bouteille de cola Pepsi.
- Genius Form (ジーニアスフォーム, Jīniasu Fōmu?) est la forme finale de Build accessible avec la Genius Fullbottle. Cette forme est aussi connue comme le Gars à la Bottle absolument parfaite (完全無欠のボトル野郎, Kanzen Muketsu no Botoru Yarō?). Sous cette forme, il peut user des pouvoirs des 60 Fullbottles mais son atout unique est le pouvoir propre de la Genius Fullbottle : le pouvoir de neutraliser le Nebula Gas.

##### Hazard Trigger
Sento obtient plus tard un item de power-up de la part de Blood Stalk appelé Hazard Trigger (ハザードトリガー, Hazādo Torigā) qui permettra de transformer un Best Match en Super Best Match (スーパーベストマッチ, Sūpā Besuto Matchi) dans une forme appelée Hazard Form (ハザードフォーム, Hazādo Fōmu) qui augmente sa puissance pour surpasser Sparkling et égaler les utilisateurs de Sclash Driver. Cependant, une trop grande utilisation du Hazard Trigger surstimulera le système nerveux de l'utilisateur, le rendant fou furieux attaquant n'importe qui sur son passage jusqu'à ce que sa transformation soit annulée. Pour garder le contrôle le plus longtemps possible, l'utilisateur doit augmenter son Hazard Level.
- RabbitTank Hazard Form est l'Hazard Form de Build accessible avec la Rabbit Fullbottle et la Tank Fullbottle quand elles sont accompagnées de l'Hazard Trigger.
- SmaphoWolf Hazard Form est l'Hazard Form de Build accessible avec la Wolf Fullbottle et la Smartphone Fullbottle quand elles sont accompagnées de l'Hazard Trigger.
- Hawk Hazard Form est l'Hazard Form de Build accessible avec la Taka Fullbottle et la Gatling Fullbottle quand elles sont accompagnées de l'Hazard Trigger.
- KaizokuRessya Hazard Form est l'Hazard Form de Build accessible avec la Kaizoku Fullbottle et la Densya Fullbottle quand elles sont accompagnées de l'Hazard Trigger.
- KeyDragon Hazard Form est l'Hazard Form de Build accessible avec la Dragon Fullbottle et la Lock Fullbottle quand elles sont accompagnées de l'Hazard Trigger.

###### FullFull RabbitTank Bottle
En utilisant la FullFull RabbitTank Bottle avec un Hazard Trigger, Build peut améliorer l'Hazard Form en RabbitRabbit Form ou en TankTank Form. La FullFull RabbitTank Bottle a été conçue par Sento pour que Build puisse user de l'augmentation de puissance de l'Hazard Form sans le débordement de stimulus qui fait que Build devienne fou furieux et incontrôlable car cette Bottle supprime ce débordement. L'arme de Build sous ces formes est la Fullbottle Buster.
- RabbitRabbit Form (ラビットラビットフォーム, Rabitto Rabitto Fōmu?) : C'est la forme évoluée de Build accessible avec l'Hazard Trigger et la FullFull RabbitTank Bottle en mode Rabbit. Cette forme est aussi connue comme le Sauteur rapide écarlate (紅のスピーディージャンパー, Kurenai no Supīdī Janpā?). RabbitRabbit est une forme centrée sur la vitesse, elle recouvre Build HazardForm d'une armure légère qui lui permet de courir plus vite et de sauter plus haut mais aussi d'étirer ses membres à volonté. Cette armure augmente aussi énormément l'agilité et le temps de réaction de Build ainsi que légèrement sa puissance.
- TankTank  Form (タンクタンクフォーム, Tanku Tanku Fōmu?) :  C'est la forme évoluée de Build accessible avec l'Hazard Trigger et la FullFull RabbitTank Bottle en mode Tank. Cette forme est aussi connue comme le Guerrier bleu d'acier (鋼鉄のブルーウォーリアー, Kōtetsu no Burū Wōriā?). TankTank est une forme centrée sur la puissance, elle recouvre Build HazardForm d'une armure lourde et dense, qui est recouverte de chenilles et de tourelles de char pour renforcer sa puissance (notamment physique) et sa défense. De plus, TankTank a deux capacités uniques pour submerger un adversaire: certaines parties de son armure peuvent se détacher et se transformer en petits chars d'assaut; le bas du corps de Build sous cette forme peut se transformer en une paire de chenilles de char.

#### Sento Kiryu
Sento Kiryū (桐生 戦兎, Kiryū Sento) est un jeune génie confiant qui place la sécurité des autres avant la sienne. Bien que calme et compatissant, Sento est arrogant et a tendance à devenir égoïste lorsqu'il est provoqué.
Avant le début de la série, il avait été trouvé par Sōichi Isurugi avec une amnésie totale, à l'exception d'être expérimenté par Night Rogue. Sōichi lui a donné le nom de Sento et l'a convaincu de l'aider à combattre l'organisation Faust et ses créations Smash en tant que Kamen Rider Build (仮面ライダービルド, Kamen Raidā Birudo) dans l'espoir de retrouver ses souvenirs. En aidant Ryūga à effacer son nom, Sento apprend que l'entité Evolto, qui contrôle le corps d'Isurugi  est à l'origine des événements qui ont ruiné sa vie et celle de Ryūga. Après avoir vaincu Night Rogue, ce dernier révèle la véritable identité de Sento.
Sento est en réalité le fondateur de Faust, Takumi Katsuragi, dont les souvenirs ont été perdus après une tentative d'assassinat ratée sur Evolto. Après avoir été assommé par Evolto, son visage a été échangé contre celui de Tarō Satō  (佐藤 太郎, Satō Tarō), un musicien talentueux assassiné par Evolto. Takumi Katsuragi a subi les expérimentations de Gentoku dans le cadre du plan de Evolto qui visait à compléter les Rider Systems de Takumi pour la guerre civile que provoque Evolto. Cependant, Sento s'associe à Kazumi et Gentoku pour lutter contre Evolto. Après un attentat manqué contre Evolto, la personnalité de Katsuragi réapparaît et tente de prendre les choses en main. Sento et Katsuragi finirent par se réconcilier, permettant au premier de reprendre le contrôle de son corps tandis que le second agissait en tant que son conseiller spirituel.

#### Shinobu Katsuragi
Shinobu Katsuragi  (葛城 忍, Katsuragi Shinobu) est le père de Takumi Katsuragi et était un scientifique de l'Institut de physique de Touto qui avait dirigé l'expédition sur Mars où la Pandora Box avait été trouvée. Takumi Katsuragi pensait qu'il était mort mais en secret, Shinobu travaillait pour Evolt, en créant des Lost Smashs et étant le second Kamen Rider Build (仮面ライダービルド, Kamen Raidā Birudo). Plus tard, il est révélé qu’en réalité, il avait seulement prétendu travailler pour Evolt afin de ne pas éveiller de soupçons pendant que Shinobu cherchait un moyen de le vaincre.

### Kamen Rider Cross-Z
Ryūga Banjo (万丈 龍我, Banjō Ryūga) est un ancien combattant qui a été injustement accusé d'avoir assassiné un scientifique qui enquêtait sur la Pandora Box et qui a été emprisonné pendant dix ans jusqu'à ce qu'il réussisse à s'échapper. Sento le trouve et l'héberge chez lui au Nacista parce qu'il croit que Ryuga est la clé pour déchiffrer votre passé. Grâce à sa détermination à vouloir prouver son innocence et aider Sento, il parvient à devenir compatible avec le Rider System et à utiliser les FullBottles pour devenir Kamen Rider Cross-Z (仮面ライダークローズ, Kamen Raidā Kurōzu) pour lutter contre le Smash. Au cours de la série, on apprend qu'il a une étrange capacité : plus un combat dure, plus sa puissance augmente de façon exponentielle lors du combat. Il est plus tard révélé que cela est dû à des traces d'ADN d'Evolt présent dans son corps.

#### Formes
- Kamen Rider Cross-Z (仮面ライダークローズ, Kamen Raidā Kurōzu?) : En insérant la Dragon Fullbottle dans son compagnon robotique, le Cross-Z Dragon et le Build Driver, Ryuga peut se transformer en Kamen Rider Cross-Z. Son arme est le Beat Closer (ビートクローザー, Bīto Kurōzā?), dont l'efficacité des attaques peut être augmenté en y insérant la Lock Fullbottle.
- Kamen Rider Cross-Z Charge (仮面ライダークローズチャージ, Kamen Raidā Kurōzu Chāji?) : Une forme évoluée de Cross-Z accessible en insérant la Dragon Sclashjelly dans un Sclash Driver. Sa puissance surpasse Kamen Rider Build sous sa forme RabbitTank Sparkling et peut égaler la force de Kamen Rider Grease. Son arme est le Twin Breaker.
- Kamen Rider Cross-Z Magma (仮面ライダークローズマグマ, Kamen Raidā Kurōzu Maguma?) : En insérant la Dragon Magma Fullbottle dans le Cross-Z Magma Knuckle et le Build Driver, Cross-Z peut accéder à sa forme finale, Cross-Z Magma. Cross-Z Magma utilise des attaques recouvertes de magma lors de ses frappes physiques. Ces frappes libèrent des éclats de magma lors de l’impact et laissent des éclaboussures de la substance qui recouvre sur la cible, causant des brûlures et des dégâts supplémentaires. Il peut également utiliser la substance pour créer des constructions, telles que des dragons, qui recouvrent la cible. Cette capacité présente également l'avantage supplémentaire de limiter les cibles mobiles à mesure que le matériau refroidit rapidement. Cross-Z Magma dispose d'ailes lui permettant de s'envoler. Cross-Z Magma dispose cependant d'une faiblesse : comme la chaleur de la combinaison augmente  au cours du combat et devient inflammable, ce qui cause des douleurs intenses à Ryuga à cause de la chaleur massive. De ce fait, Ryuga doit généralement vaincre ses adversaires au moment où les effets secondaires se manifestent, sinon rester trop longtemps dans la forme, ou se transformer immédiatement après avoir été éliminé sans laisser la combinaison refroidir, mettra Ryuga en danger de mort.
- Kamen Rider Great Cross-Z (仮面ライダーグレートクローズ, Kamen Raidā Gurēto Kurōzu?) : En insérant la Dragon Evolbottle dans son compagnon robotique, le Cross-Z Dragon et le Build Driver, Ryuga peut se transformer en Kamen Rider Great Cross-Z. Ayant perdu les gènes d'Evolto sur son corps après sa libération de la possession, Ryuga utilise cette forme pour pouvoir redevenir un Kamen Rider.

### Kamen Rider Grease
Kazumi Sawatari est un ancien propriétaire agricole qui ne peut plus exploiter les terres d'Hokuto à cause de la Skywall. Il est devenu un assassin à la solde du gouvernement d'Hokuto et leur Kamen Rider, Kamen Rider Grease (仮面ライダーグリス, Kamen Raidā Gurisu) pour combattre Touto et dérober leurs Fullbottles pour Hokuto, pour déverrouiller la Pandora Box et prendre son pouvoir. Malgré son air froid et sans cœur, il a un code moral strict qui l'interdit de blesser les innocents et est amoureux de Misora. Après qu'Hokuto se soit faite envahir par Seito, il a décidé de former une alliance avec Sento pour protéger Hokuto. Kazumi Sawatari est incarné par Kouhei Takeda (武田 航平, Takeda Kōhei), qui a précédemment interprété Otoya Kurenai dans Kamen Rider Kiva.

#### Formes
- La forme de base de Kamen Rider Grease est accessible avec un Sclash Driver et le Robot Sclashjelly. Son arme est le Twin Breaker, qui peut canaliser le pouvoir de deux Fullbottles ou d’un mélangé avec son Robot Sclashjelly. Sa puissance rivalise avec les Kaisers et Kamen Rider Cross-Z Charge. Cette forme reçoit une augmentation de puissance après que Grease ait obtenu un Dragon Sclashjelly, lui permettant d’utiliser deux Twin Breakers.
- Kamen Rider Grease Blizzard (仮面ライダーグリスブリザード, Kamen Raidā Gurisu Burizādo?) est la forme finale de Grease accessible en insérant dans la North Blizzard Fullbottle dans un Grease Blizzard Knuckle  (グリスブリザードナックル, Gurisu Burizādo Nakkuru?) et le Build Driver qui appartenait à l'origine à Shinobu. Cette forme est aussi connue comme la Passion Gelée (激凍心火, Gekitō Shinka?). Le Grease Blizzard Knuckle a été créé par Sento pour contrer Evolt.

### Kamen Rider Rogue
Gentoku Himuro est le directeur de l'Institut de Physique de Touto qui conduit des expériences pour inverser les effets de la Pandora Box. Mais en réalité, il est le chef de l'organisation Faust, son objectif est d'utiliser la Pandora Box pour unifier à nouveau le pays et de placer son père comme le dirigeant du Japon. Après avoir été exilé de Touto, il décide de s'allier avec Seito et devient son Kamen Rider, Kamen Rider Rogue (仮面ライダーローグ, Kamen Raidā Rōgu).

#### Formes
- Night Rogue (ナイトローグ, Naito Rōgu?) est l'alter-ego de Gentoku en tant que dirigeant de Faust. Gentoku devient Night Rogue en utilisant le Transteam  Gun chargé avec la Bat Fullbottle. En plus d'être un combattant qualifié, il peut manipuler les vapeurs de son corps pour se déplacer rapidement et obtenir un coup de poing à l'énergie électrique. Grâce à son motif animalier, il est capable de s'accrocher aux plafonds et de créer une paire d'ailes de chauve-souris, lui permettant de se faufiler à grande vitesse tout en effectuant de puissantes attaques piqué-bombe. Ces objets ont été cédés à Utsumi lorsque Gentoku est devenu Kamen Rider Rogue. Night Rogue peut tenir tête aux Best Matches de Build et à Kamen Rider Cross-Z mais est surpassé par Blood Stalk et la forme RabbitTank Sparkling de Kamen Rider Build. Night Rogue n'est pas un Kamen Rider.
- Kamen Rider Rogue (仮面ライダーローグ, Kamen Raidā Rōgu?) est l'alter-ego actuel de Gentoku en tant que Kamen Rider, accessible en insérant la Crocodile Crack Bottle dans un Sclash Driver. Son arme est le Nebula Steam Gun. Sa puissance surpasse Kamen Rider Grease et Kamen Rider Cross-Z Charge. Rogue peut même tenir tête aux Hazard Forms de Build.
- Kamen Rider Prime Rogue (仮面ライダーロープライムローグ, Kamen Raidā Puraimu Rōgu?) est la forme finale de Kamen Rider Rogue accessible en insérant la Prime Rogue Fullbottle dans un Build Driver. Cette forme est aussi connue comme la Droiture florissant tardivement (大義晩成, Taigi Bansei?). Cette forme a pu tenit tête à Evol Phase 1. Gentoku a perdu l’accès à cette forme après que la Prime Rogue Fullbottle ait été endommagé en raison de son utilisation imprudente face à Evol. Sento a expliqué qu'il faudrait plus d'un mois pour réparer la Fullbottle.

### Kamen Rider Evol
Evolt (エボルト, Eboruto) est une ancienne entité extraterrestre qui a causé la destruction de la civilisation de Mars par le pouvoir de la Pandora Box. Il est venu sur terre en utilisant le corps de Sōichi dans l'intention de provoquer le même désastre, mais les résultats n'ont pas été à la hauteur de ses attentes. Il a donc été contraint de continuer à utiliser Sōichi pour manipuler les événements et atteindre son objectif. Au cours de la série, il développe un intérêt inhabituel pour Ryūga et ses capacités, car il contient la partie manquante de son ADN dont il a besoin pour atteindre sa forme complète. Toutefois, même après avoir retrouvé sa puissance originelle et même en ayant la puissance suffisante pour anéantir l'humanité sur Terre, Evolt décide de laisser survivre provisoirement l'espèce humaine car l'avarice, l'ambition, la cruauté et l'égoisme des êtres humains continuent à l'amuser.

#### Formes
- Blood Stalk (ブラッドスターク, Buraddo Sutāku?, liitéralement Pédoncule de sang) est la transformation d'Evolto en usant du Transteam Gun chargé avec la Cobra Fullbottle. Blood Stalk peut tenir tête aux Best Matches de Build et est plus fort que Night Rogue mais est surpassé par la forme RabbitTank Sparkling de Build. Les capacités spécifiques de Blood Stalk sont de calculer les Hazard Levels des personnages par contact tactile et de s'adapter à leur niveau. Grâce à ses pouvoirs extraterrestres, Evolt a réussi à pousser sa forme de Blood Stalk à tenir tête à des adversaires plus forts que les utilisateurs de Transteam Gun comme des utilisateurs de Sclash Driver ou les formes RabbitRabbit et TankTank de Kamen Rider Build.
- Cobra Form est la forme de base de Kamen Rider Evol qui peut utiliser en insérant la Cobra Evolbottle et la Rider Evolbottle dans l'EvolDriver. Evol se réfère à cette forme comme la Phase 1. La phase 1 d'Evol lui permet de surpasser les utilisateurs de Sclash Driver et les formes RabbitRabbit et TankTank de Build et même Cross-Z Magma a du mal à lui tenir tête.
- Dragon Form est la  forme de Kamen Rider Evol qui peut utiliser en insérant la Dragon Evolbottle et la Rider Evolbottle dans l'EvolDriver. Evol se réfère à cette forme comme la Phase 2. Cette forme n'a pu être utilisée par Evol quand il a possédé Ryuga Banjou. L'arme d'Evol en Dragon Form est le Beat Closer.
- Rabbit Form est la  forme de Kamen Rider Evolt qui peut utiliser en insérant la Rabbit Evolbottle et la Rider Evolbottle dans l'EvolDriver. Evolt se réfère à cette forme comme la Phase 3. Cette forme n'a pu être utilisée par Evol quand il a été contraint de posséder Sento. L'arme d'Evol en Rabbit Form est le Drill Crusher.
- Black Hole Form (Black Hole signifie trou noir en anglais) est la forme finale de Kamen Rider Evol qui peut utiliser en insérant la Cobra Evolbottle et la Rider Evolbottle dans l'EvolDriver avec l'Evol-Trigger. Evolt se réfère à cette forme comme la Phase 4. Après avoir été atteint cette forme, Evolt n'a plus besoin de posséder de corps manifestant son propre corps. Le pouvoir unique de la Phase 4 est de générer des trous noirs et de pouvoir modifier l'espace d'un lieu. La Phase 4 surclasse la puissance de la Genius Form de Build et peut vaincre facilement Cross-Z Magma. En retrouvant cette forme, Evolto a la puissance nécessaire pour  détruire toutes les vies sur Terre immédiatement et à tout moment. Toutefois, cette forme a une faiblesse : si l'Evol-Trigger est endommagé, Evol est momentanément paralysé et est ramené à la Phase 1.
- Phantom State (怪人態, Kaijin Tai?, littéralement Etat monstrueux anormal) est la forme de monstre de Kamen Rider Evol Phase 4 après avoir absorbé le Lost Pandora Panel chargé des 10 Lostbottles[1]. En plus de conserver tous les pouvoirs de la Black Hole Form, Evolt acquiert également la capacité de se téléporter instantanément sur différentes planètes, lui permettant de récolter leur énergie et de devenir encore plus fort. Néanmoins, cette forme a deux faiblesses : la première faiblesse de cette forme est que si l'Evol-Trigger est endommagé, Evol est momentanément paralysé (mais conservera sa forme de monstre) et la deuxième faiblesse est qu'il a constamment besoin des 10 Lostbottles du Lost Pandora Panel pour maintenir cette forme or la GeniusForm peut purifier les Lostbottles le ramenant donc à sa forme finale.

### Kamen Rider MadRogue
Nariaki Utsumi est l'assistant de Gentoku dont la mission est de percer le mystère de la Pandora Box. Plus tard, il collaborera avec Namba Heavy Industries dans le même but. Lorsque Jūzaburō est trahi par Evolt, il décide de s'allier avec lui en échange du pouvoir tout en prévoyant de le trahir pour venger Namba. Comme il fut transformé en cyborg par Namba, il a pu devenir un Kamen Rider sans user de Nebula Gas.
Comme Kamen Rider Mad Rogue, en usant de l'Evolt Driver et de Fullbottles, non seulement Utsumi peut se transformer mais il peut faire des Evol Matchs (les Best Matchs exécutés avec un Evol Driver). Utsumi n'use que d'une seule et unique combinaison, BatEngine, un EvolMatch accompli en usant de la Bat Fullbottle et la Engine Fullbottle. MadRogue surpasse la puissance des utilisateurs de Sclash Driver et celle des formes RabbitRabbit et TankTank de Build mais il est surclassé par toutes les formes d'Evol, Cross-Z Magma, Grease Blizzard et la Genius Form de Build. Toutefois, après avoir collecté les données de combat sur Evol, MadRogue a pu imiter les Phases 1 à 3 d'Evol, lui permettant d'user des capacités d'Evol pour tenir tête à Evol en Cobra Form mais il n'a pas pu user de la Phase 4 car le corps cybernétique d'Utsumi a surchargé.

## Distribution
- Atsuhiro Inukai (犬飼 貴丈, Inukai Atsuhiro?) : Sento Kiryū (桐生 戦兎, Kiryū Sento?) / Kamen Rider Build (仮面ライダービルド, Kamen Raidā Birudo?)
- Eiji Akaso (赤楚 衛二, Akaso Eiji?) : Ryūga Banjō (万丈 龍我, Banjō Ryūga?)
- Kaho Takada (高田 夏帆, Takada Kaho?) : Misora Isurugi (石動 美空, Isurugi Misora?)
- Yuki Ochi (越智 友己, Ochi Yūki?) : Nariaki Utsumi (内海 成彰, Utsumi Nariaki?)
- Yukari Taki (滝 裕可里, Taki Yukari?) : Sawa Takigawa (滝川 紗羽, Takigawa Sawa?)
- Kensei Mikami (水上 剣星, Mikami Kensei?) : Gentoku Himuro (氷室 幻徳, Himuro Gentoku?)
- Yasuyuki Maekawa (前川 泰之, Maekawa Yasuyuki?) : Sōichi Isurugi (石動 惣一, Isurugi Sōichi?)

## Épisodes
Build se divise en cinq arcs narratifs :
- Arc Faust (「ファウスト」編, Fausuto Hen?) (épisodes 1 à 14) : En raison de la tragédie de Skywall, le Japon a été divisé en trois régions : Touto, Hokuto et Saito. C'est à Touto qu'opère les Smashs qu'un physicien amnésique Kiryu Sento combat en secret comme le héros Kamen Rider Build . Un jour, Sento croise Ryuga Banjo, un ancien artiste martial et évadé de prison qui prétend être innocent. Comme Sento l'aide à fuir, Build a été pourchassé par le gouvernement de Touto. Toutefois, Gentoku Himuro, un haut fonctionnaire du gouvernement Touto qui poursuit Build, se révèle être également le chef de la mystérieuse organisation Faust, qui produit les Smashs à travers des expériences humaines. Sento et Ryuga vont enquêter pour découvrir le but de Faust. Lorsqu'une partie des souvenirs perdus de Sento est révélée, l'histoire prend une direction inattendue[2]...
- Arc de l'invasion d'Hokuto (「北都侵攻」編, Hokuto Shinkō Hen?) (épisodes 15 à 22) : Soichi Isurugi, le maître du café Nascita et bienfaiteur de Sento s'est révélé être Blood Stalk. Isurugi est devenu le collaborateur du gouvernement d'Hokuto et le Premier ministre de Hokuto, Yoshiko Tajimi, a déclaré la guerre à Touto. En avant-garde, Kazumi Saruwatari (Kamen Rider Grease) et le Trio des Smash d'Hokuto Sanbagarasu envahissent Touto. Mû par ses idéaux pacifistes, Sento déteste que le Rider System soit utilisé comme une arme, mais seul un Kamen Rider est disposé à pouvoir résister à un Kamen Rider et des Smashs. L'escalade de la guerre engloutit inévitablement Sento et Banjo[2].
- Arc de l'invasion de Seito (「西都侵攻」編, Seito Shinkō Hen?) (épisodes 23 à 33) : Seito, qui était jusque-là observateur de la guerre entre Hokuto et Touto, commença finalement à agir. Stalk, qui était un agent double à la solde du gouvernement de Seito, a profité du match d'ouverture entre Touto et Hokuto pour prendre le contrôle du gouvernement d'Hokuto avec l'aide du Kamen Rider de Seito, Rogue. Le Premier ministre de Seito, Masakuni Mido, déclare la guerre à Touto. Par collusion avec Namba Heavy Industries, Seito dispose d'une immense puissance militaire. Sento s'associe à Kazumi et tente de protéger les habitants de Touto de la brutalité de l'armée de Seito. Dans les coulisses, le président de Namba Heavy Industries, Juzaburo Namba, dévoile ses ambitions[2].
- Arc d'Evolto (「エボルト」編, Eboruto Hen?) (épisodes 34 à 41) : Tout s'est déroulé selon le scénario soigneusement planifié par Stalk, quis e révèle être un extraterrestre nommé Evolto, dont l'objectif est de retrouver son pouvoir originel. Evolto retrouve l'Evol Driver et est devenu Kamen Rider Evol.  Après avoir retrouvé son pouvoir originel, Evolt élimine Juzaburo Namba et déclare sa domination sur la Terre.  Afin de stopper les ambitions d'Evolto, Gentoku s'allie à Sento et aux autres.  Sento retrouve les souvenirs de Takumi Katsuragi et doit conserver sa propre estime de soi pour manifester le pouvoir le plus puissant de Build : Build Genius[2].
- Arc de la Création du nouveau monde (「新世界創造」編, Shin Sekai Sōzō Hen?) (épisodes 42 à 49) : En plaçant 10 Lostbottles sur le Pandora Panel noir, un trou de ver apparaîtra. Avec cela, Evolto peut réaliser son vrai but de pouvoir voyager librement à travers l'univers et faire autant de destructions que possible. En se basant sur des données de recherche laissées par Takumi Katsuragi, le père de Sento, Shinobu Katsuragi, Sento crée le Pandora Pannel blanc à partir des gènes Evolto de Banjo. Le Pandora Panel blanc est la solution pour déclencher une fusion des mondes parallèles et créer un nouveau monde sans Evolto; un  «miracle» qui transcende les lois de la physique. Les quatre Kamen Riders, Build, Cross-Z, Grease et Rogue, se dirigent désormais vers la bataille finale contre Evolto[2].

## Films et épisodes spéciaux

### Heisei Generations Final
La sortie du film Kamen Rider Heisei Generations Final: Build & Ex-Aid with Legend Rider Kamen Rider Heisei Generations Final: Build & Ex-Aid with Legend Rider (仮面ライダー平成ジェネレーションズ FINAL ビルド&エグゼイドwithレジェンドライダー, Kamen Raidā Heisei Jenerēshonzu Fainaru Birudo Ando Eguzeido Wizu Rejendo Raidā) a été annoncé pour le 9 décembre 2017. En plus des acteurs de Kamen Rider Build and Kamen Rider Ex-Aid, Shu Watanabe et Ryosuke Miura (Kamen Rider OOO), Sōta Fukushi, Shion Tsuchiya and Takushi Tanaka (Kamen Rider Fourze), Gaku Sano (Kamen Rider Gaim), Shun Nishime et Takayuki Yanagi (Kamen Rider Ghost) reprennent leur rôle respectif. Le musicien Kenji Ohtsuki jouera le principal vilain du film, Mogami Kaisei/Kaiser.

### Rogue
ROGUE est une mini-série de 3 épisodes en Blu-Ray tournant autour du passé de Gentoku Himuro à travers ses identités de Kamen Rider Rogue et de Night Rogue.
L'épisode 1 Prologue : Night Rogue Rises (序章 Night Rogue Rises, Joshō: Naito Rōgu Raizezu) raconte l'origine de l'organisation Faust, des ambitions de Gentoku et de son identité secrète en tant que Night Rogue.
L'épisode 2 Chapitre 2 : Dark Night Fall (第二章 Dark Night Fall, Dainishō: Dāku Naito Fōru) et l'épisode 3 Chapitre final : Kamen Rider Rogue (最終章 Kamen Rider Rogue, Saishūshō: Kamen Raidā Rōgu) racontent l'histoire de ses souffrances pour devenir Kamen Rider Rogue.
Elle est sortie le 8 mars 2018.

### Be The One
La sortie du film Kamen Rider Build the Movie: Be the One est sortie le 4 août 2018. Le film met en avant la tribu des Bloods, la tribu à laquelle appartient Evolt et leur Rider, Kamen Rider Blood ainsi que la nouvelle forme de Build, Kamen Rider Cross-ZBuild.

### Kamen Rider Prime Rogue
Kamen Rider Prime Rogue (仮面ライダープライムローグ, Kamen Raidā Puraimu Rogu)  est un Hyper Battle DVD tournant autour de Kamen Rider Rogue.
Misora, irritée par le sens de la mode de Gentoku, l’emmène faire du shopping pour acheter de nouveaux vêtements. Là-bas, il rencontre Shou, un jeune garçon qui refuse de porter autre chose que la veste surdimensionnée de son père mais Evolto attaque.
Comme son Slash Driver est en réparation, Gentoku reçoit une nouvelle Fullbottle, la Prime Rogue Fullbottle et emprunte le Build Driver de Sento pour devenir Kamen Rider Prime Rogue pour protéger le jeune garçon.

### Heisei Generations Forever
La sortie du film Kamen Rider Heisei Generations Forever a été annoncé pour le 22 décembre 2018. C'est un film cross-over entre Kamen Rider Build et Kamen Rider Zi-O.

### Kamen Build New World: Kamen Rider Cross-Z
Le film Kamen Build New World: Kamen Rider Cross-Z est sortie le 25 janvier 2019 en salles japonaises et le 19 avril 2019 en DVD/Blu-Ray. Il fait suite à la série mais cette fois, avec pour personnage principal le second Rider, Kamen Rider Cross-Z.

### Kamen Build NEW WORLD: Kamen Rider Grease
La sortie du film Kamen Build New World: Kamen Rider Grease est prévue pour le 27 novembre 2019 en DVD/Blu-Ray. Il fait suite à Kamen Build New World: Kamen Rider Cross-Z mais cette fois, avec pour personnage principal le Kamen Rider d'Hokuto, Kamen Rider Grease. On constate que le film sortira dans l'ère Reiwa car l'ère Heisei est terminée depuis le 30 avril 2019.